# Isoaminila
Isoaminila é um antitússico (supressor da tosse) usado sob o nome comercial Peracon.
A dose terapêutica normal é 40–80 mg do sal ciclamato, com um máximo de cinco doses em um período de 24 horas.[carece de fontes?] Além dos seus efeitos antitussivos centrais, é também um anticolinérgico, exibindo tanto ações antimuscarínico e ações antinicotínico.[carece de fontes?]
A atividade antitussiva da isoaminila foi descoberta por Krause, que utilizou a tosse provocada por meio da estimulação elétrica da mucosa traqueal de cobaias sob anestesia com uretano. Seu ED50 foi determinado como sendo como sendo de 5.4mg/kg i.v..

## Síntese
Trata-se o cianeto de benzila com [amida de sódio]] e cloreto de isopropila, obtendo a 3-metil-2-fenil-butironitrila, que com novo tratamento com amida de sódio e cloreto de 2-metilamino-propila conduz a Isoaminila.

## Toxicidade
Apresenta LD50: 55 mg/kg (camundongos, i.v.); 48,4 mg/kg (cães, i.v.). 
Alguns casos de intoxicações agudas do uso compulsivo de isoaminila são relatados, sendo que encontrou na Itália um certo sucesso como substituto de narcóticos pesados, mas resultados experimentais demonstram que isoaminila não determina dependência física; com ligeira atividade de liberação de íons CN- ocorrendo in vivo apenas com altas doses.

## Derivados
Derivados utilizados e suas características 
Citrato (1:1)
Fórmula: C16H24N2 • C6H8O7
Massa molecular: 436,51 g/mol
Número CAS: 28416-66-2
Número EINECS: 249-011-4
Ciclamato (1:1)
Fórmula: C16H24N2 • C6H13NO3S
Massa molecular: 423.62 g/mol
Número CAS: 10075-36-2
Número EINECS: 233-207-1
LD50:  57 mg/kg (camundongos, i.v.); 298 mg/kg (camundongos, p.o.); 270 mg/kg (ratos, p.o.); 84 mg/kg (cães, i.v.)